# Joyce Maycock
Joyce Maycock ist eine ehemalige kanadische Squashspielerin. 

## Karriere
Joyce Maycock war in den 1970er- und 1980er-Jahren als Squashspielerin aktiv. Mit der kanadischen Nationalmannschaft nahm sie 1985 und 1987 an der Weltmeisterschaft teil und belegte mit ihr beide Male den fünften Platz. Zwischen 1976 und 1985 stand sie im Einzel fünfmal im Hauptfeld der Weltmeisterschaft. 1979 erzielte sie ihr bestes Resultat mit dem Erreichen der dritten Runde, in der sie gegen Anne Smith ausschied. Jeweils die zweite Runde erreichte sie 1985 und 1987. 1982 und 1983 wurde sie zweimal in Folge Kanadische Meisterin.
1989 wurde sie in die Hall of Fame des kanadischen Squashverbandes aufgenommen.

## Erfolge
- Kanadische Meisterin: 1982, 1983